# Город зомби
«Город зомби» (итал. Incubo sulla città contaminata), также «Город кошмаров» или «Вторжение атомных зомби» — фильм ужасов 1980 года режиссёра Умберто Ленци совместного производства Италии и Испании. Премьера фильма состоялась 11 декабря 1980 года.

## Сюжет
По направлению от редакции журналист Дин Миллер едет в аэропорт для того, чтобы взять интервью у прилетающего на самолёте известного учёного, занимающегося исследованиями в атомной сфере. На аэродром прибывает неизвестный самолёт, без опознавательных знаков. На место подтягиваются войска, скорая помощь, пожарные и полиция. В рупор от самолёта требуют объяснений происходящего. Затем из этого самолёта вырывается группа уродливых людей, размахивающих топорами и стреляющих из автоматов. Сами же эти люди от выстрелов в них не умирают. Миллер спешит в телестудию, чтобы сообщить жителям о надвигающейся угрозе, однако уполномоченные военные прерывают его сообщение в целях локализации события. Вскоре прилетевшие люди (как выяснится впоследствии, это возглавляемые профессором его сотрудники, облучённые при аварии на атомной станции) нападают на телестудию и тогда Миллер спешит в больницу к своей жене Анне с целью спасти её от неминуемой опасности. После прибытия журналиста в больницу спустя некоторое время там же оказываются и заражённые люди. Миллер вместе с женой пытаются отбиться от надвигающихся полчищ мутантов. Затем за невозможностью что-либо сделать выжившие покидают пределы населённого пункта, ища прибежища за городом и не находя его нигде, даже в церкви.
Вампиры распространяются все дальше и дальше.
В концовке Дин Миллер пытается спастись с Анной, улетев на вертолёте, который хочет забрать их из парка аттракционов, однако Анна падает с вертолёта. Дин просыпается от увиденного кошмара и события, увиденные им в ночном кошмаре, происходят в реальном времени. Сон был вещий.

## В ролях
- Уго Стиглиц — Дин Миллер
- Лаура Троттер — Анна, жена Миллера
- Франсиско Рабаль — майор Моррен Холмс
- Стефания Д'Амарио — Джессика Мерчиссон, дочь генерала
- Мария Розария Омаджио — Шейла Холмс, жена майора
- Мэл Феррер — Генерал Мерчиссон
- Соня Вивиани — Сэнди, соседка семьи Холмс

## Релизы
Международные названия фильма:
- Großangriff der Zombies (Валовая атака зомби) — ФРГ
- L’avion de l’apocalypse (Самолёт Апокалипсиса) — Франция
- La Invasion de los Zombies atomicos (Вторжение атомных зомби) — Испания, Мексика
- City Of The Walking Dead (Город ходячих мертвецов) — Великобритания
- Nightmare City (Город кошмаров) — США
- Şehir Baskını (Налёт на город) — Турция

## Художественные особенности
- Хоть в название фильма и вынесено упоминание о наличии в нём зомби (при этом в оригинальном итальянском названии фильма слово зомби не упоминается), а также данные персонажи обладают некоторыми их признаками, они таковыми не являются (о чём также говорил в одном из своих интервью Квентин Тарантино)[3][4]. По сюжету фильма — это ранее облучённые радиацией и мутирующие люди, превратившиеся в вампиров. В отличие от классических зомби, в данном фильме эти персонажи могут быстро бегать и применять огнестрельное и иное оружие и другие орудия. В то же время облучённые радиацией люди являются заразными и передают инфекцию через раны и поражения кожи. Уничтожить их можно как классических зомби — выстрелом в голову.
- Режиссёр фильма Умберто Ленци говорил, что его работа не должна быть помечена как фильм о зомби, это должен был быть «фильм о лучевой болезни», несущий антиядерный и антивоенный посыл[5].

## Ремейк
В 2015 году Том Савини анонсировал фильм Nightmare City («Город кошмаров») — ремейк «Города зомби» 1980 года.